# ایالت جیگاوا
ایالت جیگاوا (به لاتین: Jigawa) یک ایالت در نیجریه است که ۲۳٬۱۵۴ کیلومترمربع مساحت و ۲٬۸۲۹٬۹۲۹ نفر جمعیت دارد.